# حطام سفينة المهاجرين في لامبيدوزا عام 2013
في 3 أكتوبر 2013، غرق قارب يقلّ مهاجرين كان في طريقه من ليبيا إلى إيطاليا، قبالة جزيرة لامبيدوزا الإيطالية.
ووفقًا للتقارير، انطلق القارب من مدينة مصراتة الليبية، وكان على متنه مهاجرون من إريتريا، الصومال، وغانا.    استجاب خفر السواحل الإيطالي بسرعة للحادث، وتمكنت من إنقاذ 155 ناجيًا.  وبحلول 12 أكتوبر، تم الإعلان عن حصيلة مؤكدة بلغت 359 قتيلًا بعد العثور على جثث داخل القارب الغارق؛  فيما أفادت تقارير لاحقة أن عدد الضحايا قد تجاوز 360 شخصًا، مما يجعل الحادث واحدًا من أسوأ كوارث البحر المتوسط في تاريخه الحديث. بعد أيام فقط، في 11 أكتوبر 2013، وقعت كارثة بحرية ثانية على بعد 120 كيلومترًا من لامبيدوزا، داخل منطقة البحث والإنقاذ التابعة لمالطا، ولكنها أقرب جغرافيًا إلى إيطاليا.   كان القارب يحمل مهاجرين من سوريا، وأُكد لاحقًا مقتل ما لا يقل عن 34 شخصًا في الحادثة.  

## حادثة 3 أكتوبر

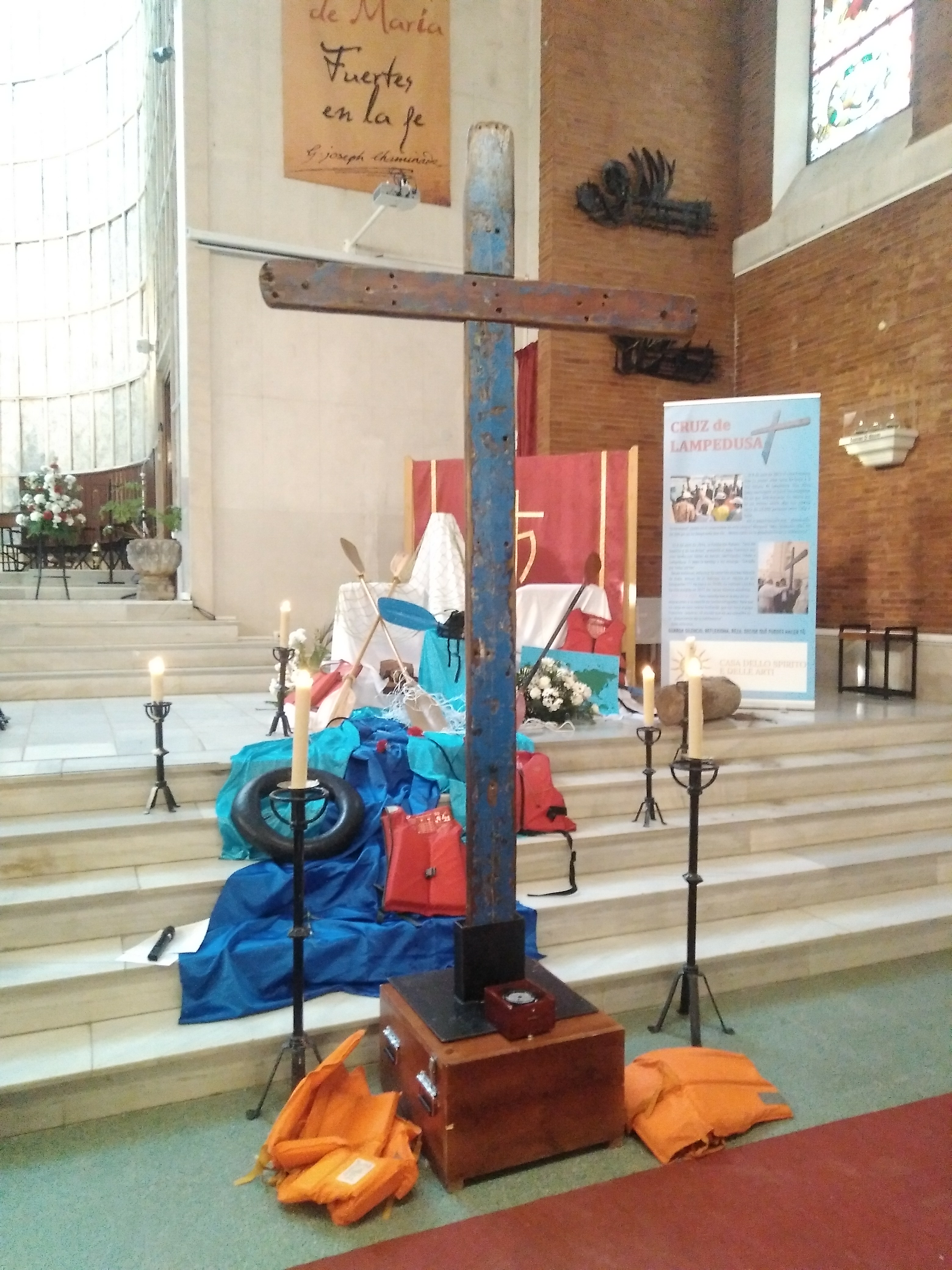
صليب مصنوع من خشب قوارب الهجرة المكسورة في لامبيدوزا

أفادت التقارير الأولية أن القارب، وهو قارب صيد بطول 20 مترًا، كان يحمل أكثر من 500 شخص حين بدأ يواجه مشكلات في المحرك على مسافة تقل عن ربع ميل بحري من جزيرة لامبيدوزا.
في محاولة يائسة لجذب انتباه السفن القريبة، أُشعلت بطانية بالنار فوق القارب، لكن النيران التهمت بعض الوقود الموجود على متنه، مما تسبب في اندلاع حريق سريع الانتشار، ثم غرق القارب بالكامل.   هربًا من ألسنة اللهب، قفز كثيرون في الماء، بينما حاول آخرون التجمع في الطرف المقابل من القارب، مما أدى إلى انقلابه.   في البداية، تم الإبلاغ عن فقدان 350 شخصًا على الأقل. 
في 7 أكتوبر، أعلنت السلطات انتشال 194 جثة، وتوقعت أن يرتفع العدد إلى بين 325 و363 ضحية. وبحلول 9 أكتوبر، بعد وصول فرق الإنقاذ إلى داخل هيكل القارب الراقد على عمق 47 مترًا تحت سطح الماء، تم استخراج 108 جثث إضافية.    وفي 11 أكتوبر، أُعلن أن جميع الجثث داخل القارب قد تم انتشالها، ووصل عدد الضحايا المؤكدين إلى 339 قتيلًا، مع وجود 50 شخصًا لا يزالون في عداد المفقودين. واستُخدمت طائرات وأجهزة روبوتية لمواصلة البحث في المنطقة.  في 12 أكتوبر، تم العثور على 20 جثة إضافية، ليرتفع العدد الإجمالي إلى 359 ضحية، ثم أُعلن لاحقًا عن أن العدد الحقيقي تجاوز 360 قتيلًا. 
في 8 نوفمبر 2013، كشفت التحقيقات أن كل مهاجر دفع ما لا يقل عن 3,000 دولار أمريكي لعصابة من المهربين الليبيين والصوماليين والسودانيين لتأمين الرحلة البحرية.   أما النساء غير القادرات على الدفع، فقد تعرضن للاغتصاب، بينما الرجال الذين أبدوا مقاومة قُيدوا وتعرضوا للتعذيب.  وقد تم اعتقال قائد القارب المزعوم، ويدعى خالد بن سلام (35 عامًا)، وهو تونسي سبق وأن تم ترحيله من إيطاليا في أبريل 2013. ووجهت له تهمة القتل غير العمد.   في ذات اليوم، ألقت الشرطة الإيطالية القبض على:
- محمد علمي محي الدين (34 عامًا) – صومالي الجنسية،
- وعطّور عبد المنعم – فلسطيني.

وذلك بناءً على شهادات ناجين تعرفوا عليهما وهاجموهما بعد إنقاذهم.
ووجهت لهما تهم تتعلق بـ:
- الاتجار بالبشر،
- الاختطاف،
- الاعتداء الجنسي،
- والانتماء إلى تنظيم إجرامي يهدف إلى تسهيل الهجرة غير الشرعية. [16]

## ردود الفعل
البابا فرنسيس، رأس الكنيسة الكاثوليكية، نشر تغريدة جاء فيها:"صلّوا إلى الله من أجل ضحايا الغرق قبالة لامبيدوزا".أما رئيس الوزراء الإيطالي آنذاك، إنريكو ليتا، فقد وصف الكارثة بأنها:"مأساة هائلة". من جانبه، أنطونيو غوتيريش، المفوض السامي للأمم المتحدة لشؤون اللاجئين آنذاك (ويشغل الآن منصب الأمين العام للأمم المتحدة)، أشاد بسرعة استجابة خفر السواحل الإيطالي، الذي أنقذ 155 شخصًا من بين مئات الركّاب.  أعلنت الحكومة الإيطالية عن إطلاق عملية "مارِي نوستروم" (Mare Nostrum)، وهي عملية بحرية واسعة النطاق تهدف إلى الحد من تكرار مثل هذه الكوارث، من خلال تعزيز عمليات البحث والإنقاذ في البحر المتوسط.
وصرّح وزير الداخلية الإيطالي ونائب رئيس الوزراء آنذاك، أنجلينو ألفانو، بأن الحادثة تمثل:"مأساة أوروبية، وليست مجرد مأساة إيطالية... والحصيلة، للأسف، مروعة". [...] إن الخسائر للأسف مأساوية".  في إطار الحداد الوطني، أعلنت إيطاليا يوم حداد رسمي تكريمًا لأرواح الضحايا. 
دعت سيسيليا مالمستروم، المفوضة الأوروبية للشؤون الداخلية، إلى:
"تعزيز دوريات البحث والإنقاذ عبر البحر المتوسط بقيادة وكالة فرونتكس".  مؤكدة أن ما جرى في لامبيدوزا:"يجب أن يكون جرس إنذار حقيقي لتعزيز التضامن والدعم المتبادل، ومنع تكرار مثل هذه المآسي".
وفي 9 أكتوبر 2013، زار كل من رئيس المفوضية الأوروبية خوسيه مانويل باروزو ورئيس الوزراء ليتا جزيرة لامبيدوزا.
خلال الزيارة، أعلن ليتا عن تنظيم جنازة رسمية وطنية للضحايا، في حين تعهّد باروزو بتقديم 30 مليون يورو لدعم اللاجئين في إيطاليا. 

## حطام السفينة في 11 أكتوبر
11 أكتوبر 2013، بعد ثمانية أيام فقط من كارثة لامبيدوزا، وقع غرق مأساوي آخر على بُعد 120 كيلومترًا من لامبيدوزا داخل المياه الإقليمية لمالطا.
كان القارب يحمل أكثر من 200 مهاجر، معظمهم من سوريا وفلسطين، وانقلب حينما تحرك الركاب إلى جهة واحدة من القارب في محاولة لجذب انتباه طائرة مرّت بالقرب منهم.
أُكد في البداية مقتل 34 شخصًا، فيما بَدَت التقارير غير المؤكدة عن وجود أكثر من 50 جثة مبالغًا فيها . لاحقًا قاد خفر السواحل المالطي عملية الإنقاذ بمساعدة بعض السفن الإيطالية التي كانت لا تزال متمركزة في المنطقة بعد حادثة 3 أكتوبر.
وقد نُقل 147 ناجيًا إلى مالطا، و56 ناجيًا آخر إلى إيطاليا.   وفقًا لروايات بعض المهاجرين السوريين، تعرض القارب لإطلاق نار من قبل ميليشيات ليبية إثر نزاع بين عصابات تهريب البشر، ما زاد من فوضى وغموض الرحلة. 
أعرب رئيس وزراء مالطا، جوزيف موسكات، عن استيائه الشديد من تقاعس الدول الأوروبية عن اتخاذ خطوات جدية قائلاً: "نحن، عمليًا، بصدد بناء مقبرة داخل البحر الأبيض المتوسط".  وفي السياق نفسه، دعا الأمين العام للأمم المتحدة، بان كي مون، المجتمع الدولي إلى: "اتخاذ إجراءات حقيقية لمنع مثل هذه المآسي، بما في ذلك معالجة الأسباب الجذرية للهجرة، وضمان أن تكون حقوق المهاجرين وكرامتهم في قلب أي استجابة."
في 8 نوفمبر، ألقت الشرطة الإيطالية القبض على عطّور عبد المنعم، فلسطيني يبلغ من العمر 47 عامًا، بتهمة التورط في تنظيم الرحلة بوصفه أحد المهربين. 
لاحقًا، وُجّهت تهمة القتل غير العمد إلى ضابطين إيطاليين بتهمة تأخير الاستجابة لنداء الاستغاثة. بدأت محاكمتهما في يوليو 2019، لكن رغم إدانتهما نظريًا، لم تتم إدانتهما قانونيًا لأن القضية تجاوزت فترة التقادم القانونية بسبب تأخيرات ناتجة عن جائحة كوفيد-19.